# Bunuri mobile din domeniul artă decorativă clasate în patrimoniul cultural național al României aflate în județul Alba
Acestă listă conține bunurile mobile din domeniul artă decorativă clasate în Patrimoniul cultural național al României aflate la momentul clasării în județul Alba.

## Tezaur
| Foto | Informații generale                                       | Detalii tehnice | Descriere | Deținător                                            | Legături |
| ---- | --------------------------------------------------------- | --- | --- | ---------------------------------------------------- | -------- |
|      | Farfurie de împărtășanie Autor: Necunoscut                | Datare: primul sfert al sec. al XVII-lea Școală: Atelier transilvănean Descoperit: Cetatea de Baltă | Farfuria în formă circulară, are fundul ușor adâncit. Pe marginea bordurii, într-un chenar gravat, apare incripția de danie în limba latină, gravată cu majuscule: CHIAKI CHRISTINA A[nno] D[omini] 1618. Inscripția este despărțită de motive florale stilizate. Întreaga suprafață a farfuriei este aurită. Piesa este nemarcată. | Parohia Reformată Cetatea de Baltă, Cetatea de Baltă | Cimec    |
|      | Monstranță Autor: Feyerwary, Fabian Sebastian             | Datare: 1759 Școală: Atelier vienez Material: Vasul liturgic confecționat din argint aurit este realizat prin ciocănire în relief și turnare, cizelat, decorat cu pietre semiprețioase și sticlă colorată.                                                                           | Monstranța confecționată din argint aurit realizată prin ciocănire în relief și turnare, cizelat, decorat cu pietre semiprețioase și sticle colorate. Vasul liturgic face parte în grupa ”monstranțelor soarelui”. Talpa ovală, bombată are o bordură profilată cu suprafețe convexe și concave. Pe reversul tălpii este gravată inscripția de danie în limba armeană, pe bordură apare sigla de meșter FSF (Fabian Sebastian Feyerwary) și marca vieneză de calitate de 13, din anul 1759. Partea superioară a tălpii este împărțită cu motive auriculare în patru registre, în care pe un fond geometric alternă două motive baroce. Nodul în formă de vas are elemente ornamentale de scoică și ghirlande de flori. Schema compozițională a părții superioare a monstranței este dominată de axa longitudinală, care prezintă Sfânta Treime: sub o cornișă barocă decorată cu o friză de cristale apare Dumnezeu-Tatăl, Fiul, trupul lui Iisus apare în forma hostiei sfințite, iar sub lăcașul hostiei apare reprezentarea Sfântului Duh în chip de porumbel, înconjurat de raze solare. Dumnezeu-Tatăl cu glorie dreptunghiulară este reprezentat cu dinamism baroc, într-o atitudine plină de mișcare și dramatism, sprijinindu-se cu mâna stângă pe globul pământesc, binecuvântând cu dreapta. Lăcașul hostiei din sticlă gravată are forma unui medalion, cu o ramă barocă decorată cu cristale, care include lunula în formă de seceră, a cărei suprafață este presărată cu cinci rubine fațetate și cristale casetate. Ostensoriul propriu-zis este încadrat într-o compoziție decorată cu motive rocaille, pietre și sticle colorate. Pe cele două motive rocaille inferioare stau îngenunchiați doi îngeri, cu aripile ridicate, iar o coroană de raze închide compoziția. Monstranța este încununată de o cruce greacă, ornamentată cu cinci sticle roșii și patru cristale, din care una lipsește. În decorul părții superioare sunt dominante pietrele și sticlele colorate încasetate, în total apar 12 sticle roșii, cinci rubine și 196 cristale, dintre care lipsesc patru cristale. Mărcile (marca meșterului și marca de probă Viena 1759) reapar și în partea superioară a monstranței.                                | Arhiepiscopia Romano-Catolică, Alba Iulia            | Cimec    |
|      | Relicvar                                                  | Datare: prima jumătate a secolului al XIX-lea Școală: Atelier nedeterminat Descoperit: Gherla Material: Relicvarul confecționat din alamă aurită, este realizat prin turnare și ciocănire.                                                                                           | Relicvarul în formă de monstranță, confecționat din alamă aurită, este realizat prin turnare și ciocănire. Talpa ovală, bombată are o bordură netedă. Talpa și piciorul scund, tronconic sunt decorate cu câte o friză alcătuită din motive ornamentale în formă de frunze de palmier. Suprafața plată a nodului în formă de vas este ornată cu benzi geometrice și șiraguri de mărgele. Corpul oval al relicvarului este dominat de cele două casete cu relicve, scutul central conține relicva Sfântului Grigore Iluminatorul iar medalionul de sus moaștele Sfântului Ioan de Nepomuk. Prin zona mediană a relicvarului, realizată din sticlă, se pot vedea moaștele celor doi sfinți, așezate pe textile bogat decorate cu fire metalice. Câmpul central este înconjurat de ghirlande de flori și cunună de frunze de palmier ajurat, la bază decorat cu o frunză de acant. Compoziția este înconjurată de o coroană de raze și încununată de frunze de acant. Piesa nu poate fi atribuită unui meșter sau atelier, neavând mărci de identificare, în lipsa inscripției nici donatorul nu este cunoscut. | Arhiepiscopia Romano-Catolică, Alba Iulia            | Cimec    |
|      | Cruce de altar                                            | Datare: 1717 Școală: Atelier transilvănean Descoperit: Gherla Material: Crucea de altar din argint, parțial aurit este realizat prin ciocănire, turnare, relief plat, cizelare, ajurare, filigranare.                                                                                | Crucea de altar din argint, parțial aurit, este realizată în stil renascentist, poartă amprenta influențelor estice și central- europene.Talpa polilobată este prevăzută cu o margine lată, lobată, netedă. Suprafața tălpii bombate și a piciorului tronconic este împărțită de benzi longitudinale în opt registre. Fiecare al doilea registru este învelit cu motive vegetale, compoziția realizată în relief plat fiind dominată de motivul rodiei. Registrele intercalate sunt netede, neaurite, meșterul astfel a scos în evidență suprafețele decorative bogat aurite. Fusul cilindric decorat cu arabescuri aplicate intercalează un buton sferic ornat cu elemente renascentiste: mascheroni de copil, tânăr și bătrân. Tot cu elemente renascentiste (alternă măști de lei cu medalioane) este decorat și discul aflat sub nodul sferic. Inițial butonul sferic și discul erau elementele unei alte piesă, cel mai probabil unui pocal cu destinație laică. Nodul de dimensiune mare este împărțit orizontal cu un brâu profilat, partea inferioară decorat cu o friză alcătuită din frunze de acant, iar cea superioară cu fire învolburante de flori ciocănite în relief plat. Crucea propriu-zisă face parte în grupul crucii-relicvar, reversul crucii se poate deschide, dar între lamelele duble nu se mai păstrau relicve, ca în secolele anterioare. Pe partea centrală a crucii, pe fond filigranat este prinsă în nituri o mică statuetă a lui Isus răstignit. Decorul de filigran este dispus în cinci casete, chiar și inscripția armeană de pe aversul crucii este realizată din filigran. Cele trei capete trilobate ale crucii sunt decorate cu măști de îngeri înaripați. La baza crucii pe un suport apar două statuete feminine care, după iconografia medievală, ar trebui să fie Fecioara și Sfântul Ioan. Pe revers apare ornamentul cu flori mari, caracteristic secolului al XVII-lea, realizat prin gravare. Tot acolo se poate citi inscripția armeană referitor la donație. Inscripția și elementele decorative sunt aurite. Părțile laterale ale crucii sunt acoperite cu motive de arabesc, realizate prin turnare. Piesa nu poate fi atribuită unui meșter sau atelier, neavând mărci de identificare. | Arhiepiscopia Romano-Catolică, Alba Iulia            | Cimec    |
|      | Pluvial                                                   | Datare: 1725 Școală: Atelier francez Descoperit: Gheorgheni Material: Pluvialul este confecționat din țesătură de mătase colorată, broșată cu fir de argint aurit, decorată în centrul spatelui cu catifea broșată, aplicată în formă de cruce, prevăzută cu o căptușeală din pânză. | Pluvialul este confecționat din țesătură de mătase roșie, broșat cu fir de argint. Pe suprafața pluvialului alternează două tipuri de ornamentație: tulpini de flori arcuite, de dimensiuni reduse, respectiv rozete mici. În centrul spatelui pluvialului pe un fond de catifea verde în formă de cruce, se află o inscripție în limba armeană brodată cu cusătură convexă cu fir de argint aurit. În partea inferioară a inscripțiunii apare anul 1725. Textul poate fi tradus astfel: „Pluvial comemorativ de la Vartan Korza și soția lui Margit și fiul lui Simion, cel care a murit în Hristos în anul Domnului 1725”. Materialul pluvialului a fost confecționat cu cca. un sfert de secol înaintea anului de mai sus. Tivul hainei este realizat prin utilizarea unui ceapraz din secolul al XIX-lea, de culoare aurie. Căptușeala roșie este simplă, din pânză. Sistemul de închidere al pluvialului este realizat dintr-o cataramă din metal comun, decorată cu o stea. | Arhiepiscopia Romano-Catolică, Alba Iulia            | Cimec    |
|      | Sfântul Grigore Iluminatorul și Maica Domnului cu Pruncul | Datare: a doua jum. a sec. XVIII. Școală: Atelier transilvănean Descoperit: Gheorgheni Material: damasc roșu; ulei pe pânză; | Ambele laturi ale prapurului țesut din damasc roșu sunt decorate cu picturi în ulei. Pe una dintre cele două fețe se află imaginea Maicii Domnului șezută pe nori ținând în brațele ei pruncul Isus. Cele două personaje poartă câte o coroană, coroana Maicii fiind ținută de către doi îngerași înaripați. Pe bordura superioară a picturii, între imaginea unei ancore și a unei balanțe se află inscripția: „S. Maria ora pro nobis”. Cealaltă imagine evocă figura Sfântului Grigore Iluminatorul în scena botezării regelui Trdat și a familiei acestuia. Această pictură este înconjurată de 14 medalioane care prezintă scenele torturării sfântului. Pictura prapurului este cu siguranță copia picturii altarului secundar Sfântul Grigore Iluminatorul din biserica armeano-catolică din orașul Gheorgheni. Pe bordura superioară a imaginii apare textul: „S. Gregorius Patronus Armenorum”. | Arhiepiscopia Romano-Catolică, Alba Iulia            | Cimec    |